# Ramathipadi I
Ramathipadi I (1614-1659) là vua Chân Lạp giai đoạn 1642-1658. Tên húy là Ponhea Chan (Cau Bana Cand). Phiên âm tiếng việt là Nặc Ông Chân. Tên gọi theo Hồi giáo là « Ibrahim ». Ông có lẽ là vị vua theo đạo Hồi duy nhất cho tới nay ở Campuchia.

## Đoạt ngôi
Ponhea Chan là người con trai thứ ba của vua Chey Chettha II.
Thuở nhỏ, Ponhea Chan đã đi tu ở tu viện Preah Put Leay Leak thuộc tỉnh Kampong Chhnang ngày nay. Năm 18 tuổi, ông rời tu viện và lãnh đạo quân đội, sau đó còn đi dẹp một cuộc khởi nghĩa ở tỉnh Kampong Speu.
Người anh trai Ang Tong Reachea đột ngột qua đời, thay vì ngôi vua theo thứ tự được thừa kế về mình thì người chú Prea Outey đã cho con trai Ang Non (Padumaraja I) lên ngôi vua.
Ponhea Chan đã rời hoàng cung và ẩn náu ở khu vực Đông Nam Chân Lạp nơi nhiều người Chăm và Mã Lai đạo Hồi sinh sống.
Năm 1642, vua Padumaraja I và Prea Outey đã bị ám sát bởi Ponhea Chan. Có thể Chan đã được những người Chăm và Chà Và (Chvea, Mã Lai) theo đạo Hồi hỗ trợ. Sau đó Ponhea Chan lên ngôi, hiệu là Ramathipadi I.
Nhà vua sau đó đã cưới một công chúa người Mã Lai theo đạo Hồi làm hoàng hậu và sau đó bỏ quốc giáo (Phật giáo Thượng tọa bộ) để cải sang đạo của vợ, lấy luôn vương hiệu theo Hồi giáo là Ibrahim.
Gia thoại kể rằng, Chan khi đi ngang tỉnh Sri Sa Jhar đã bắt gặp một thiếu nữ đạo Hồi vô cùng xinh đẹp là Neang Vas. Chan lập tức muốn lấy nàng làm vợ nhưng cha nàng là Tuon Zhe, một hậu duệ của hoàng gia Chămpa, nói rằng theo tục lệ, Chan phải theo đạo Hồi mới được lấy Neang Vas. Chan bỏ qua lời đó và bắt nàng về cung.
Tuy vậy, sau khi Neang Vas và gia đình nàng thuyết phục, Chan đã chấp nhập theo đạo Hồi, phong cho Neang Vas làm hoàng hậu và thay thế các quan lại người Khmer Phật giáo bằng các quan chức người Chăm, Malay Hồi giáo. Đặc biệt, Ibrahim còn thừa nhận Hồi giáo là quốc giáo.
Điều này cùng với việc cho người Mã Lai và người Chăm được nhiều ưu đãi, đã gây bất bình trong giới hoàng tộc và dân chúng Chân Lạp vốn hầu như hoàn toàn theo đạo Phật.

## Xung đột với người Hà Lan
Trước đây, vua cha Chey Chettha II đã hợp tác với Hà Lan để mở rộng buôn bán. Ngay sau khi lên ngôi, Ibrahim đã gửi thư tới công ty Đông Ấn Hà Lan để giao hảo.
Tuy nhiên, để hậu thuẫn những thương nhân theo đạo Hồi và người Bồ Đào Nha, năm 1643, ông đã tàn sát những thương nhân (đạo Tin Lành) người Hà Lan. Hai bên xảy ra xung đột các năm sau đó.

## Kết cục vương triều
Giới tăng lữ Phật giáo và những người dân chủ yếu theo đạo Phật đã giận dữ và căm ghét nhà vua bởi họ bị phân biệt đối xử, đạo Phật đã bị đạo Hồi thay thế làm quốc giáo. Ông bị người dân Khmer nguyền rủa là tên vua vô đạo.
Năm 1658, 2 người con còn sống sót của Preah Outey là Ang Sur và em là Ang Tan dấy binh chống lại Ibrahim nhưng thất bại. Hai người này tìm kiếm lời khuyên của Thái hậu Ngọc Vạn, lúc này đã quy y cửa Phật. Được bà khuyên, Ang Sur và Ang Tan đã cầu cứu chúa Nguyễn Phúc Tần.
Chúa Nguyễn sai Phó tướng Trấn Biên là Tôn Thất Yến, Cai đội là Xuân Thắng, Tham mưu là Minh Lộc (2 người đều không rõ họ) đem 3.000 quân đến thành Hưng Phước (bấy giờ gọi là Mỗi Xuy, nay thuộc huyện Phước Chính, tỉnh Biên Hòa).
Dân chúng và quân đội Khmer đã không còn ủng hộ Ibrahim từ khi ông theo đạo Hồi. Do đó, ông gần như mất hết sự ủng hộ ngoài người theo đạo Hồi thiểu số ở Chân Lạp.
Quân Nguyễn và Khmer do anh em Ang Sur, Ang Tan lãnh đạo sau đó tiến đánh và bắt được Nặc Ông Chân (Ibrahim), áp giải về Đàng Trong.
Ang Sur giành được ngôi vua, hiệu là Barom Reachea VIII, đổi lại ông thần phục Đàng Trong và thực hiện triều cống định kỳ.
Năm sau (1659), Nặc Ông Chân đã được phóng thích vì chúa Nguyễn muốn ông ta gây ảnh hưởng lên người kế nhiệm, nhưng Chân đã chết trên đường trở về vương quốc. Chân sau đó được các nhà sư Phật giáo Khmer hỏa táng theo nghi thức Phật giáo, dù rằng ông đã chuyển sang đạo Hồi. Tro cốt của ông được chôn cất trong một ngôi chùa ở Sài Gòn.
Cái chết của Chân cũng chấm dứt cơ hội lớn để chi phối vương triều Chân Lạp và biến Hồi giáo thành quốc giáo của người theo đạo Hồi. Tuy vậy, người Hồi giáo (Chăm, Malay, Chvea) sau này vẫn tiếp tục đóng góp các vai trò quan trọng trên chính trường Chân Lạp. Họ là các nhóm binh lính trung thành, chuyên làm nhiệm bảo vệ các vị hoàng tử, hoàng thân Chân Lạp.